# جنرال إلكتريك جي إي 90
جنرال إلكتريك جي إي 90 (بالإنجليزية: GE90) محرك نفاث من عائلة المحركات العنفيه المروحية العالية الأداء من إنتاج شركة جنرال الكتريك للطيران الأمريكية طورتة وصنعتة حصريا ليوفي بمتطلبات وقدرات طائرة بوينغ 777، مع قدرة دفع تتراوح ما بين 74,000 إلى 115,000 رطل/قدم أو مايعادل (329-512) كيلو نيوتن. تم عرضه لأول مرة في نوفمبر 1995م على طائرة بوينغ 777 تابعة للخطوط الجوية البريطانية. ومحرك جي إي 90 هو واحد من ثلاثة محركات متوفرة للاستخدام على طائرات البوينغ 777-200إي ار و-300 . كما أنه يعتبر المحرك الحصري الوحيد الذي يمكن استخدامها على طائرات البوينغ 777-300إي ار (300ER) و-200ال ار(200LR) و-200 اف (200F).

## تصميم وتطوير

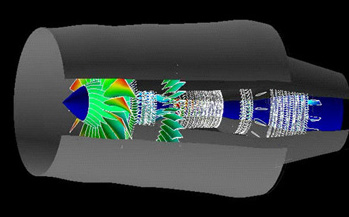
اختبار محاكاة تدفق الهواء لمحرك جي إي 90 في ناسا

في عام 1990 تم الإعلان عن إطلاق محرك جي إي 90 . وذلك بارتباط شركة جنرال إلكتريك للطيران مع سنيكما الفرنسية،و IHI اليابانية و AVIO الإيطالية. لاستكمال ماقامت به وكالة ناسا في سبعينات القرن لماضي، وذلك بما يعرف بكفاءة طاقة المحرك ذو العشر مراحل وعالي الضغط والذي تمكن من توليد معدل نسبة ضغط 23:01 (رقم قياسي في الصناعة) مع عمودين إدارة في المرحلة الثانية، وتبريد بالهواء، وشاحن ضاغط عالي فوري في المرحلة الثالثة، وشاحن ضاغط للضغط المتوسط الفوري مثبت خلف المرواح. مع مروحة تدور بواسطة 6 مراحل من شاحنات الضغط المنخفض.

## التطوير
التغيرات الأكثر تأثيرا كانت على المحركين 110بي1 و 115بي (GE90-115B-110B1)، والتي تمتعت ببنية مختلفة عن محركات جي إي 90 السابقة، حيث تم ازالة مرحلة واحدة من ضاغط الضغط العالي ويعتقد بانها من المراحل الأخيرة وذلك بغية زيادة حجم نواة المحرك الأساسية، مع إضافة مرحلة وسطية جديدة تضاف إلى الضاغط (IP) للحفاظ على زيادة نسبة الضغط الكلي لتحقيق زيادة صافية في التدفق الأساسي.
كررت جنرال الكتريك مع محركها جي إي 90 نفس عملية إعادة التدرج التطويري التي قامت بها محركها سي اف 6 الذي طور من -6 الي -50 لزيادة قوة الدفع. ومع ذلك، فأن سلوك هذا النهج يعتبر مكلف بحيث أن جميع مكونات المصب (مثل توربينات) يجب أن تكون أكبر (في سعة التدفق). ونتيجة لذلك سعت جنرال إلكتريك لاجراء مزيد من الأبحاث التطويرية ليظهر المحرك (115B)، وهو المحرك الوحيد الذي المتوفر للطائرة بوينغ 777-300ER. وتم زيادة قطر المروحة والتي صنعت بدورها من مواد مركبة متقدمة لتصبح أكثر قوة وكفاءه واقل وزنا .

## أرقام قياسية
في أكتوبر 2003م، تمكنت طائرة بوينغ 777-300إي ار (300ER) مزودة بمحركات GE90-115B، من تحقيق رقم قياسي جديد وكسرت زمن التشغيل والطيران للطائرات ذات المحركات الثنائية، والمعروفة بـ العمليات الممتدة ايتابس (ETOPS) حيث حققت زمن طيران قدره خمس ساعات ونصف (330 دقيقة) مع محرك واحد يعمل وتوقف المحرك الثاني. ، وذلك خلال رحلة طيران من سياتل إلى تايوان كجزء من برنامج مصداقة العمليات الممتدة ايتابس (ETOPS).
فعليا فأن محرك جنرال إلكتريك جي إي 90 يعتبر أكبر محرك في تاريخ الطيران، حيث يصل قطر شفرات المراوح في السلسلة الأصلية الي 312 سم (123 بوصة). اما المحرك الأكبر من طراز (GE90-115B) قيبلغ قطر شفرات المراوح 325 سم (128 بوصة). ونتيجة لهذا الحجم الكبير، فأنه لا يمكن شحن ونقل هذا المحرك وهو مجمع ومركب بالكامل عن طريق الجو عبر طائرات الشحن الجوي إلا بواسطة طائرة شحن ضخمة واحدة طائرة أن 124 كوندور (AN-124). وتعتبر هذه المشكلة إحدى المشاكل الفريدة من نوعها، وذلك حين تضطر طائرة بوينغ 777 تعطل فيها محرك، وتغير مسارها وتهبط اضطرارايا في مطار لايتوفر فيه محرك للاستبدال وقطع الغيار المناسبة. فانه يمكن نقل محرك من منطقة أخرى إذا تمت إزالة المرواح من المحرك، ثم يتم شحنه بواسطة طائرة شحن بوينغ 747 .
أن محرك واحد من طراز جي إي 90-115بي (GE90-115B) لديه من القوة ما يكفي للطيران بطائرة بوينغ 747 بالكامل.

## المشتقات
محرك جنرال إلكتريك جي إي أن إكس، الذي تم تطويره لطائرة بوينغ 787 دريملاينر و بوينغ 747-8 أشتق من أصغر محرك جي إي 90 ، ولكن مع ريش مراوح مرتدة للخلف. ولقد وضعت شركة جنرال إلكتريك للطيران أيضا مشروع تعاوني مع برات أند ويتني ، واسمه التحالف المحرك، والتي بموجبها وضعت الشركات محركا لطائرة إيرباص إيه 380، ووالمعروف بأسم جي بي7000 (GP7000)، والمبني على النواة الأساسية لمحركيها الأكبر حجما من من طرازي جي إي 90-110بي و جي إي 90-115بي (GE90-110B/115B).
كما أعلنت جنرال إلكتريك أيضا عن دراسات على محرك مشتق أصغر قليلا، ويطلق عليها اسم GE9X، لتشغيل طائرات بوينغ جديدة 777-8x/9x. كان عليه أن يظهر نفس القطر مروحة باسم-115B GE90 (128 في (326 سم)) وانخفاض عام فحوى 15,800 باوند إلى تصنيف جديد من 99,500 باوند لكل محرك ل-9X، وderated 88,000 نسخة باوند لل و-8X. ومن المتوقع محركات جديدة للمساهمة في زيادة بنسبة 10٪ في كفاءة استهلاك الوقود مع المخطط 10:01 نسبة الالتفافية، 60:1 نسبة الضغط الكلي وارتفاع نسبة 27:1 ضاغط الضغط.
وقامت جنرال إلكتريك مؤخرا بتحديث مواصفات GE9X لتعكس القلق المتزايد من أن 777X أنه سوف كان السلطة في ظل بالطاقة. تشمل تغييرات في التصميم زيادة طفيفة من التوجه إلى 102,000 باوند ويبلغ قطرها مروحة جديدة من 132 في، وإعطاء المحرك الجديد أكبر مروحة GE أنتجت من أي وقت مضى.

## التاريخ التشغيلي

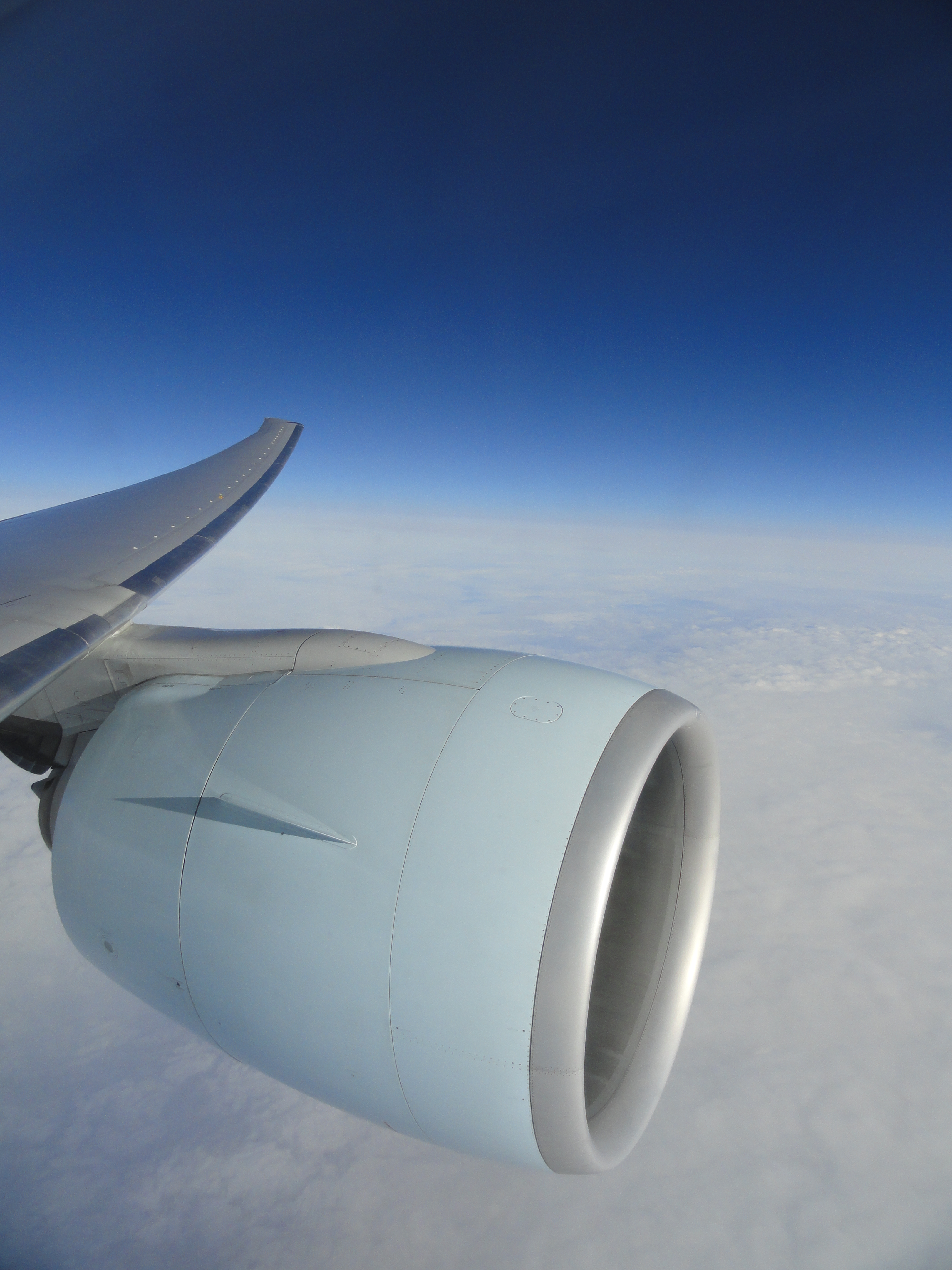
محرك جنرال إلكتريك جي إي 90-110بي1 مثبت على طائرة بوينغ 777-200ال ار(200LR) تابعةللطيران الكندي فوق أجواء سيبيريا

في 12 نوفمبر 1995م تم تسليم أول طائرة بوينغ 777 مزودة بمحركين جنرال الكتريك جي إي 90-77بي إلي الخطوط الجوية البريطانية ; ، وبدأت رحلاتها الجوية بعد خمسة أيام. وقد تأثرت الرحلات الأولى بسبب مشكلة احتكاك مساند صندوق تروس المحرك، مما تسبب في سحب أسطول 777 من خدمة الطيران مؤقتا لعبور المحيط الأطلسي وذلك في عام 1997. وما لبثت ان عادت طائرة الخطوط الجوية البريطانية إلى الخدمة الكاملة في وقت لاحق من نفس العام، وأعلنت شركة جنرال إلكتريك في وقت لاحق حزمة من الترقيات والتعديلات للمحرك.

## السجلات
وفقا لموسوعة غينيس للأرقام القياسية، فأن المحرك الذي يحمل الرقم القياسي لأعلى قوة دفع مسجلة وهي 127900 رطل (569 كيلو نيوتن) هي من نصيب محرك جي إي 90-115بي5 (GE90-115B)، على الرغم من انه صنف على انه محرك بقوة دفع تبلغ 115300 رطل (513 كيلو نيوتن). وقد تحقق هذا السجل دون قصد كجزء من اختبار المحرك الاجهادي للخطوط الحمراء الثلاثة لمدة ساعة واحدة، وذلك من أجل استيعاب الزيادة في التوائية سبائك الصلب الجديدة كليا.
في 10 نوفمبر 2005، دخل محرك جي إي 90 موسوعة غينيس للأرقام القياسية للمرة الثانية، وذلك عندما قامت طائرة من طراز بوينغ 777-200ال ار(200LR) مزودة بمحركات جي إي 90-110بي1 (GE90-110B1) بأطول رحلة تقوم به طائرة تجارية في العالم، وعلى الرغم من عدم وجود ركاب على على متن الطائرة، ماعدا عددا من الصحفيين والضيوف المدعوين. قطعت البوينغ 777-200ال ار مسافة 13,422 ميل (21,601 كم) في 22 ساعة، 42 دقيقة، وحلقت من هونغ كونغ إلى لندن «عبر الطريق الطويل» مارة من فوق المحيط الهادي، ومن ثم أمريكا الشمالية، ثم فوق المحيط الأطلسي حتى هبطت في لندن.
(أطول رحلة بواسطة طائرة ركاب تجارية مع ركاب هو 18.5 ساعة، جوا سجل بواسطة طائرة إيرباص إيه 340-500 على أساس طيران يومي بدون توقف من مطار نيوآرك لسنغافورة على متن الرحلة 21 على الخطوط الجوية السنغافورية.

## صلاحيات الطيران
في 16 مايو 2013م أصدرت إدارة الطيران الفيدرالية الأمريكية (FAA) توجيه صلاحية الطيران وتم إرساله إلى جميع مالكي ومشغلي محركات شركة جنرال إلكتريك من طرازي جي إي 90-110بي1 (GE90-110B1) و جي إي 90-115بي (GE90-115B). ومما دفع لإطلاق هذا التوجية الطاريء وصول تقارير تحدثت عن حدوث اثنين من إخفاقات نقل تركيبة صندوق السرعات (TGBs) التي أدت إلى توقف عمل المحرك أثناء الطيران (IFSDs). وكشفت التحقيقات أن الفشل كان سببه تكسر وانفصال التروس المسننة القطرية لـ (TGB). كما عثر خلال عمليات التفتيش الفحصية على مزيد من التشققات في التروس الشعاعية. وذكر التوجية بأن هذه الأعطال إذا لم يتم تصحيحها، فمن الممكن أن تؤدي إلى مزيد من حالات توقف عمل المحرك أثناء الطيران، وفقدان للسيطرة والتحكم بالاتجاه، وقد تلحق بالطائرة أضرار أخرى. وطلب توجيه صلاحية الطيران بالامتثال للتوجية واتخاذ التدابير التصحيحية في غضون 5 أيام من تاريخ استلام الإعلان.

## الطرازات

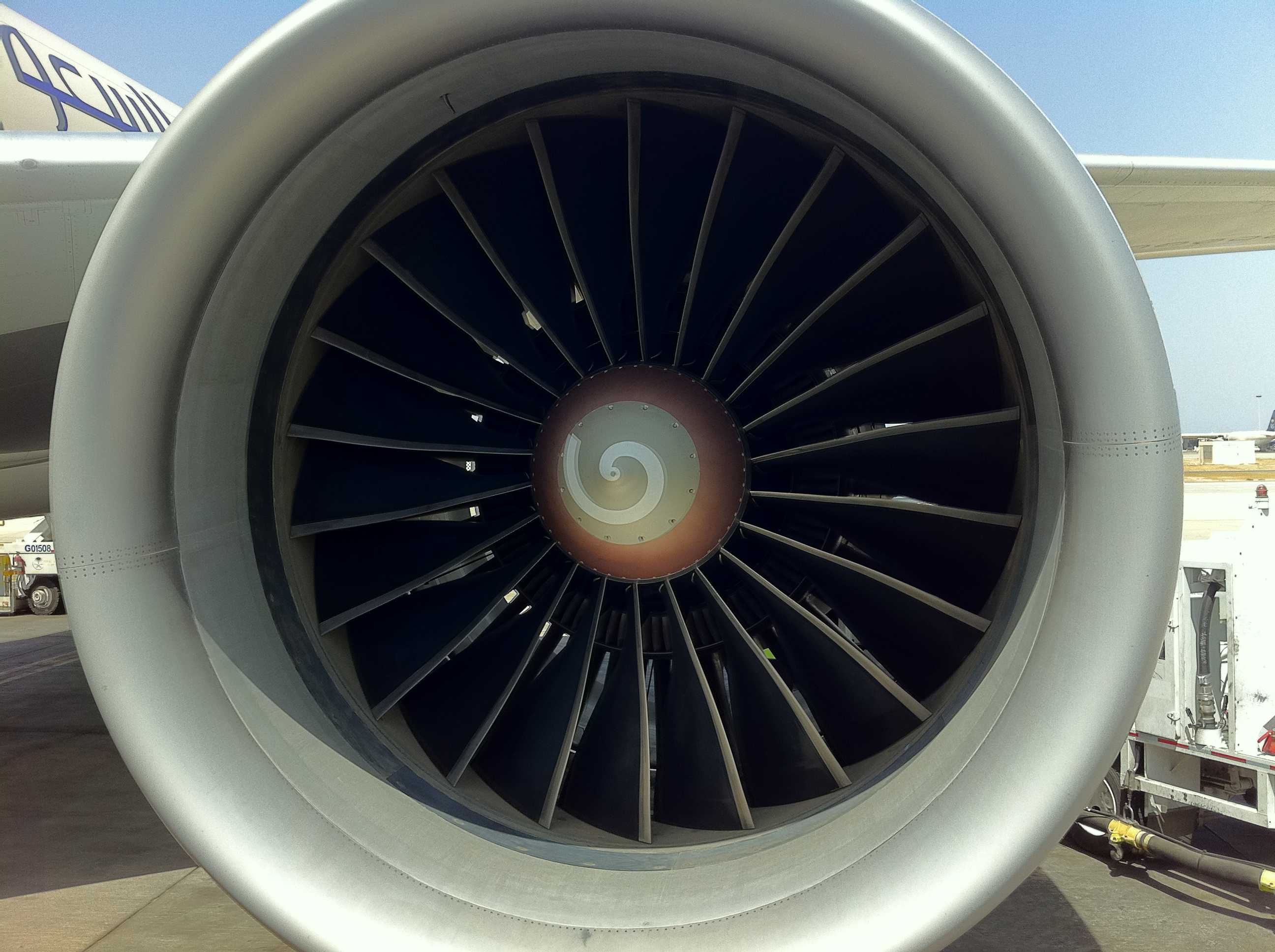
محرك جنرال إلكتريك جي إي 90 على طائرة بوينغ 777-200إي ار(200ER)تابعة الخطوط الجوية السعودية، في مطار الملك عبد العزيز الدولي بجدة

هناك عدة طرازات من المحرك صنفت ورقمت حسب القوة المستخرجة منها، وهي على النحو التالي:
جي إي 90-76إتش (GE90-76B)صنف بقوة دفع تبلغ 76,000 رطل/قدم (338.1 كيلو نيوتن)
جي إي 90-77بي (GE90-77B)صنف بقوة دفع تبلغ 77,000 رطل/قدم (342.5 كيلو نيوتن).
جي إي 90-85بي (GE90-85B)صنف بقوة دفع تبلغ 85,000 رطل/قدم (378.1 كيلو نيوتن).
جي إي 90-90بي (GE90-90B)صنف بقوة دفع تبلغ 90,000 رطل/قدم (400.3 كيلو نيوتن).
جي إي 90-92بي (GE90-92B)صنف بقوة دفع تبلغ 92,000 رطل/قدم (409.2 كيلو نيوتن).
جي إي 90-94بي (GE90-94B)صنف بقوة دفع تبلغ 93,700 رطل/قدم (417 كيلو نيوتن).
جي إي 90-110بي1 (GE90-110B1)صنف بقوة دفع تبلغ 110100 رطل/قدم (489.3 كيلو نيوتن).
جي إي 90-115بي (GE90-115B)صنف بقوة دفع تبلغ 115300 رطل/قدم (514 كيلو نيوتن).

## مواصفات جي إي 90-94بي

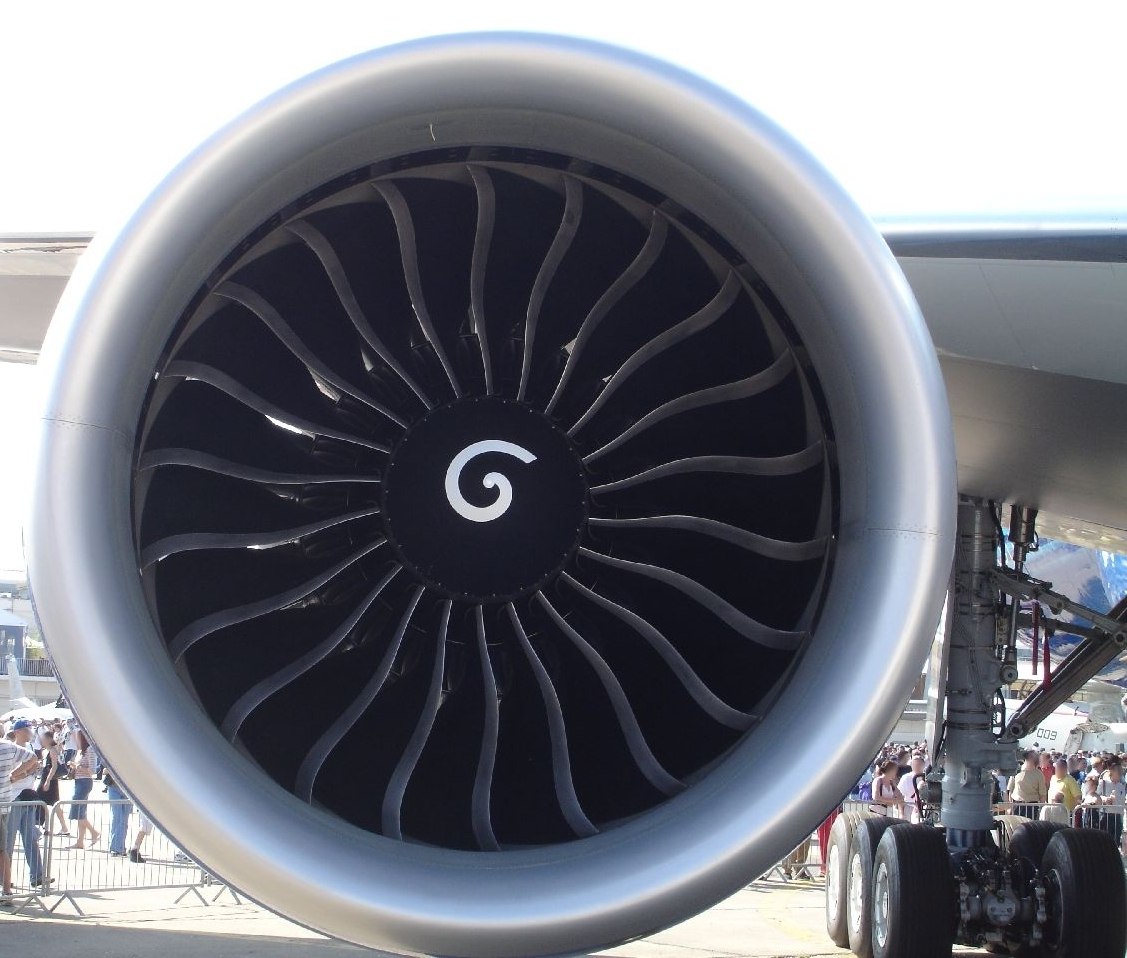
ثاني اقوى محرك من طراز جي إي 90-110بي1 (GE90-110B1) مثبت على طائرة بوينغ 777-200إل ار(200LR)

### الخصائص العامة
نوعتدفق محوري، عمود إدارة ثنائي، محرك توربيني مروحي مع مجرى جانبي.
طول287 بوصة (7,290 ملم) 
قطر المحرك الكلي134 بوصة (3,404 ملم)،
قطر المروحة123 بوصة (3,124 ملم)
الوزن الجاف16644 رطل (7,550 كلغ)

### مكونات
ضاغط: المحوري : 1 واسعة وتر مروحة، 3 مراحل الضغط المنخفض، و 10 مراحل الضغط العالي
التوربين : المحوري: 6 مراحل الضغط المنخفض، 2 مراحل الضغط العالي

### أداء
أقصى قوة الدفععند مستوى سطح البحر: 93,700 رطل/قدم (416.8 كيلو نيوتن)
نسبة الضغط الكلي42:1
التوجه إلى نسبة الوزن5.6:1 تقريبا.

## مواصفات جي إي 90-115بي (GE90-115B)

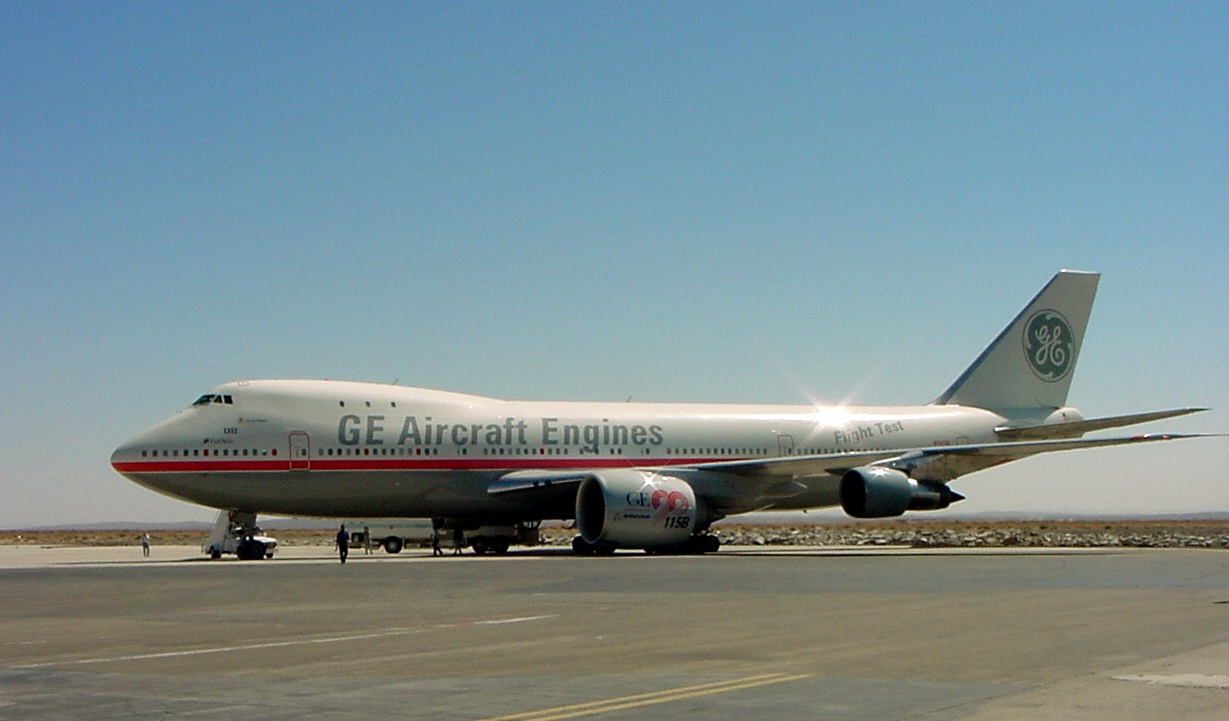
محرك جنرال إلكتريك جي إي 90-115 بي (GE90-115B) مثبت على المحمل رقم 2 لطائرة اختبار تابعة شركة جنرال إلكتريك من طراز بوينغ 747 ، في مطار موهافي وقد استطاع المحرك التحليق بالطائرة في حين ظلت الثلاث المحركات الأخرى والأصغر حجما وقوة من طراز برانت اند وتني جي تي 9 دي (JT9D) في وضع الإطفاء المتعمد ويعتبر محرك جي إي 90-115 بي أقوى باكثر من مرتين من محرك جي تي 9 دي

### الخصائص العامة
نوعتدفق محوري، عمود إدارة ثنائي، محرك توربيني مروحي مع مجرى جانبي.
طول287 في (7,290 ملم) [19]
قطر المحرك الكلي135 بوصه (3.429 م)؛ [19]
قطر المروحة128 بوصه (3.251 م)
الوزن الجاف18260 رطل (8,283 كلغ) [19]

### مكونات
ضاغط: المحوري : 1 واسعة وتر مروحة اجتاحت، 4 مراحل الضغط المنخفض، 9 مراحل الضغط العالي
التوربين : المحوري: 6 مراحل الضغط المنخفض، 2 مراحل الضغط العالي

### أداء
أقصى قوة الدفع : 115300 رطل/قدم (514 كيلو نيوتن)؛ (عند مستوى سطح البحر).
الرقم القياسي العالمي المسجل: 127,900 رطل/قدم (568,9 كيلو نيوتن) (827 قدم فوق مستوى سطح البحر).
نسبة الضغط الكلي : 42:1
التوجه إلى نسبة الوزن : 6.3:1 تقريبا.

## وصلات خارجية
- يوتيوب فيديو لمحرك جنرال إلكتريك جي إي 90-115بي (GE90-115B)يحطم الرقم القياسي العالمي
- عائلة محركات جي إي 90 على موقع شركة جنرال إلكتريك (بالإنجليزية)